# Filmhold
| Portal | Portal:Film |

Et filmhold er en gruppe af personer, der er hyret af produktionsselskabet med det formål at producere en film. Det er holdet bag kameraet ved en filmoptagelse, i modsætning til skuespillerne, der arbejder foran kameraet eller lægger stemmer til karakterne i filmen. Et filmhold består af personer med forskellige job og funktioner, og som er specialiseret i forskellige aspekter af filmproduktionen.

## Personer på et filmhold
- Belysningsmester – sørger for opstilling af lys, evt. med en eller flere belysere (eller belysningsassistenter).
- B-fotograf – sikrer at kameraet har korrekt optik, blænde og filtre. Sikrer desuden også skarpheden, ved at måle fra kamera til motiv.
- Boomer – passer mikrofon-boom'en.
- Caster –  finder skuespillere og statister til filmen.
- Clapper-loader – er B-fotografens assistent. Sørger for at der er sat den rigtige type film i magasinet, at der er råfilm nok og at der er de rigtige objektiver til rådighed. Afleverer hver dag film til laboratoriet til fremkaldelse. Betjener til tider også klaptræet.
- Fotograf – evt. både en cheffotograf, der har ansvaret for lyssætning og fotografering, en assistentfotograf, der betjener kameraet og en B-fotograf, der sørger for skarphed.
- Gaffer – er den ledende elektriker. Gafferens assistenter hedder best boys.
- Grip – har praktiske opgaver med dekorationer og gripudsyr såsom kraner, dollyer og skinner. Kontrollerer desuden, at alt går godt under optagelserne mht. til kameraet og dets bevægelser.
- Indspilningsleder – leder filmholdets arbejde under optagelserne. Kaldes også nogle gange en line-producer eller set-producer – arbejdsfordelingen kan i praksis være flydende. Lineproduceren har det daglige økonomiske ansvar – produceren er den, der sørger for den generelle finansiering af filmen.
- Instruktør – har det kunstneriske ansvar, evt. med en eller flere instruktørassistent.- går instruktøren til hånde. Der kan desuden være en second unit instruktør – en ekstrainstruktør som laver optagelser samtidig med hovedinstruktøren efter dennes anvisninger. Praktisk hvis tiden er presset og der skal bruges lokations der ligger langt fra hinanden.
- Kostumier
- Produktionsleder
- Scenograf
- Scripter – holder styr på kontinuiteten fra indstilling til indstilling.
- Sminkør
- Still-fotograf
- Storyboarder – den eller dem, der inden en film optages evt. tegner et billede af alle kameraindstillinger. Bruges især i animationsfilm og film med dyre effekter.
- Tonemester – har det kunstneriske ansvar for lyden.
- Rekvisitør

| Film | Spire Denne filmartikel er en spire som bør udbygges. Du er velkommen til at hjælpe Wikipedia ved at udvide den. |